# Storia di Genzano

La storia della città di Genzano di Roma, importante località della provincia di Roma, si compone di una serie di eventi storici avvenuti nel comune dall'installazione dei primi abitati protostorici attorno al I millennio a.C. fino ai giorni nostri.

## Età antica

### Età protostorica (I millennio a.C. - 638 a.C.)
I primi insediamenti umani attestati nel territorio dei Colli Albani risalgono all'inizio del I millennio a.C. Nel territorio genzanese non sono stati effettuati, almeno finora, sostanziosi ritrovamenti archeologici risalenti all'età pre-romana: importanti rinvenimenti sono stati fatti tuttavia in molte aree adiacenti, come ad esempio nel Vallone della Regina a Velletri o nel sito ipotetico della mitica capitale latina di Alba Longa, sulla sponda orientale del Lago Albano tra i comuni di Marino, Rocca di Papa ed Ariccia.
È opinione accettata da tutti gli studiosi che l'odierno territorio comunale di Genzano fosse per tutta l'età antica soggetto o alla vicina città di Lanuvium, e dunque parte dell'ager Lanuvinus, o all'altrettanto vicina città di Aricia, ovvero parte dell'ager Aricinus.
Secondo alcuni studiosi, sarebbe da collocare in territorio genzanese l'ubicazione dell'antica città volsca di Corioli, patria di Gneo Marcio Coriolano. Tuttavia, non sono stati rinvenuti resti pienamente riconducibili ad un insediamento civile di età pre-romana e poi romana.

### Età romana (638 a.C. - 476)

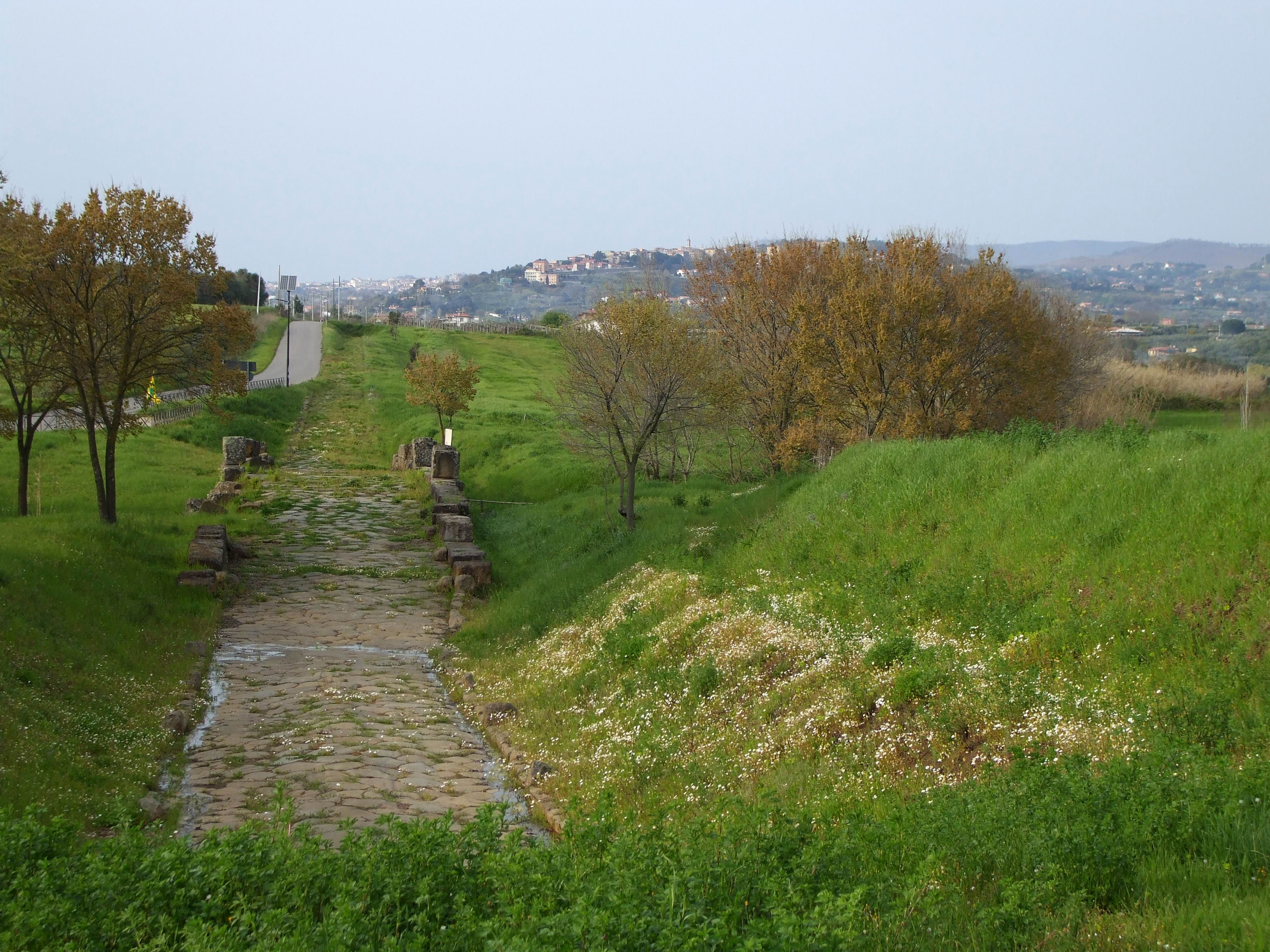
L'antico Ponte Loreto nelle campagne di Lanuvio, con sullo sfondo una veduta di Genzano.

La capitale della Lega Latina, Alba Longa, venne assoggettata e rasa al suolo da Tullo Ostilio nella data convenzionale del 638 a.C.: pertanto a partire da quella data si fa iniziare il dominio di Roma sul Latium Vetus.
Nel 216 a.C. venne costruito il primo tratto della via Appia tra Roma e Capua: nell'attuale territorio comunale genzanese il tracciato dell'antica strada consolare risaliva dalla depressione di Vallericcia verso la località Torretta attraverso un monumentale viadotto in peperino di cui oggi rimangono pochi resti. Quindi la strada proseguiva verso Lanuvium in direzione sud-ovest, quasi parallelamente all'attuale strada statale.
Sulle sponde del Lago di Nemi, attualmente in territorio di Nemi ma anticamente in territorio aricino, sorgeva il famoso Tempio di Diana Nemorense, struttura monumentale di cui sono oggi visibili alcuni resti. Per evitare l'allagamento dell'area del tempio, venne scavato sotto l'altura che oggi ospita il centro storico di Genzano, in un'epoca imprecisata, l'emissario del Lago di Nemi, un condotto lungo 1653 metri e alto all'imbocco 5.50 metri, analogo all'emissario del vicino Lago Albano, che però più lungo di circa trecento metri. L'emissario sbuca in Vallericcia, dove le acque vengono fatte confluire in un altro emissario che le scarica dolcemente verso il mar Tirreno.

## Medioevo

### Alto Medioevo (476 - 1000)
(Nicola Ratti, Storia di Genzano, con note e documenti, Roma 1797, cap. II p. 15.)
Durante il periodo tardo-imperiale, il territorio di Genzano diveva fare parte di un fondo appartenente alla famiglia patrizia dei Genziani, dal cui nome sarebbe derivato il toponimo del monte e poi della città. Nella donazione di buona parte dei Colli Albani che l'imperatore Costantino il Grande avrebbe fatto nel 313 alla Basilica Cattedrale di San Giovanni Battista di Albano Laziale non viene menzionato Genzano, ma solo Nemi con il suo lago: lo storico Nicola Ratti nella sua Storia di Genzano, con note e documenti, ipotizza che questo sia dovuto al fatto che la famiglia dei Genziani fosse già convertita al Cristianesimo, e pertanto fu lasciata in possesso dei suoi beni.
È plausibile che in un'epoca imprecisata del periodo basso medioevale, attorno al VII secolo, il fondo di Genzano entrò a far parte dei possedimenti della Santa Sede, magari incluso in qualche Patrimonia: tuttavia non esistono menzioni relative specificatamente a Genzano prima del XII secolo.

### Basso Medioevo (1000 - 1428)

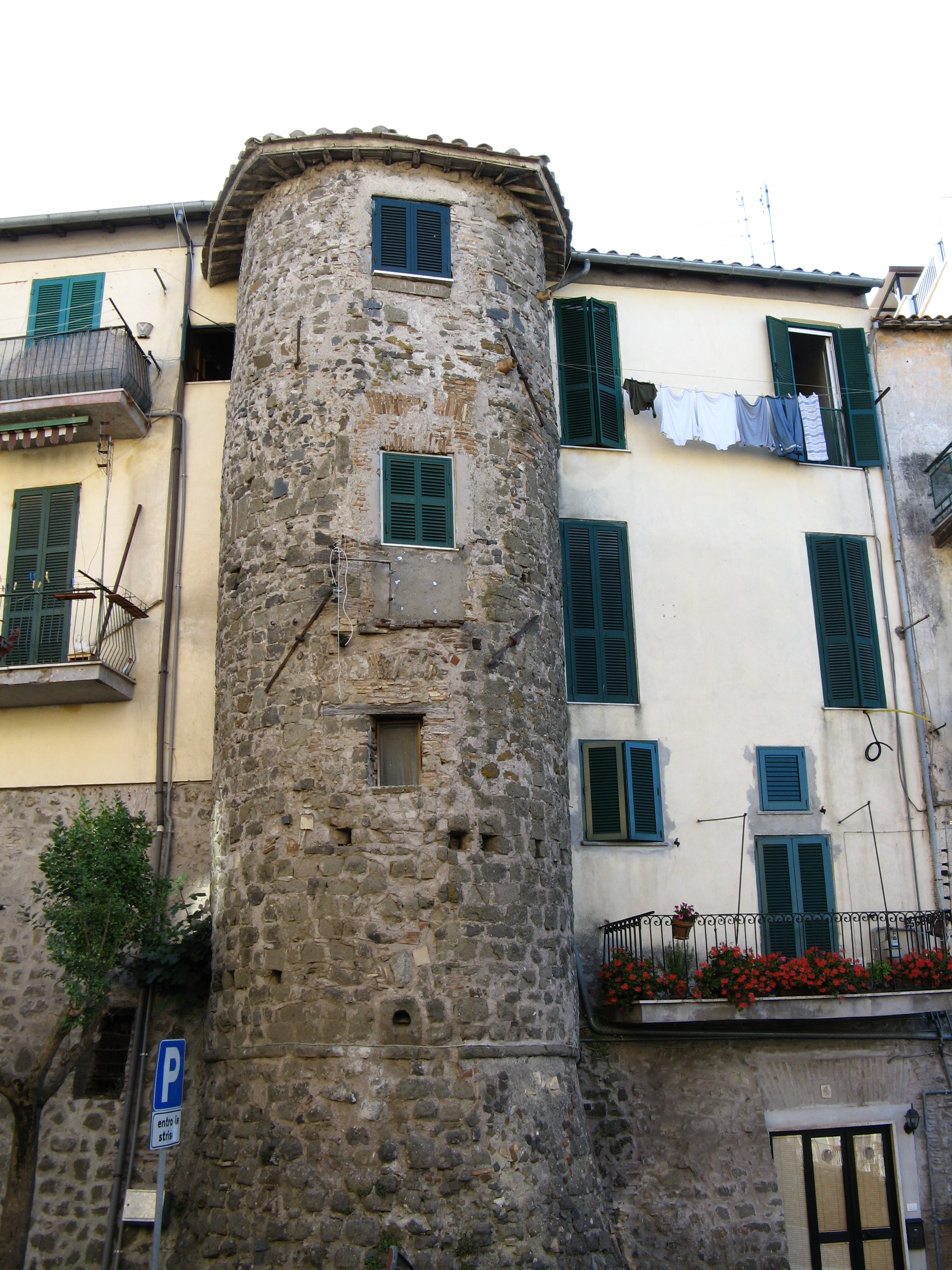
La torre saracinesca sul Corso Vecchio: risalente al XII secolo, una volta era parte della cerchia muraria del castello medioevale, che includeva il borgo di Genzano Vecchio.

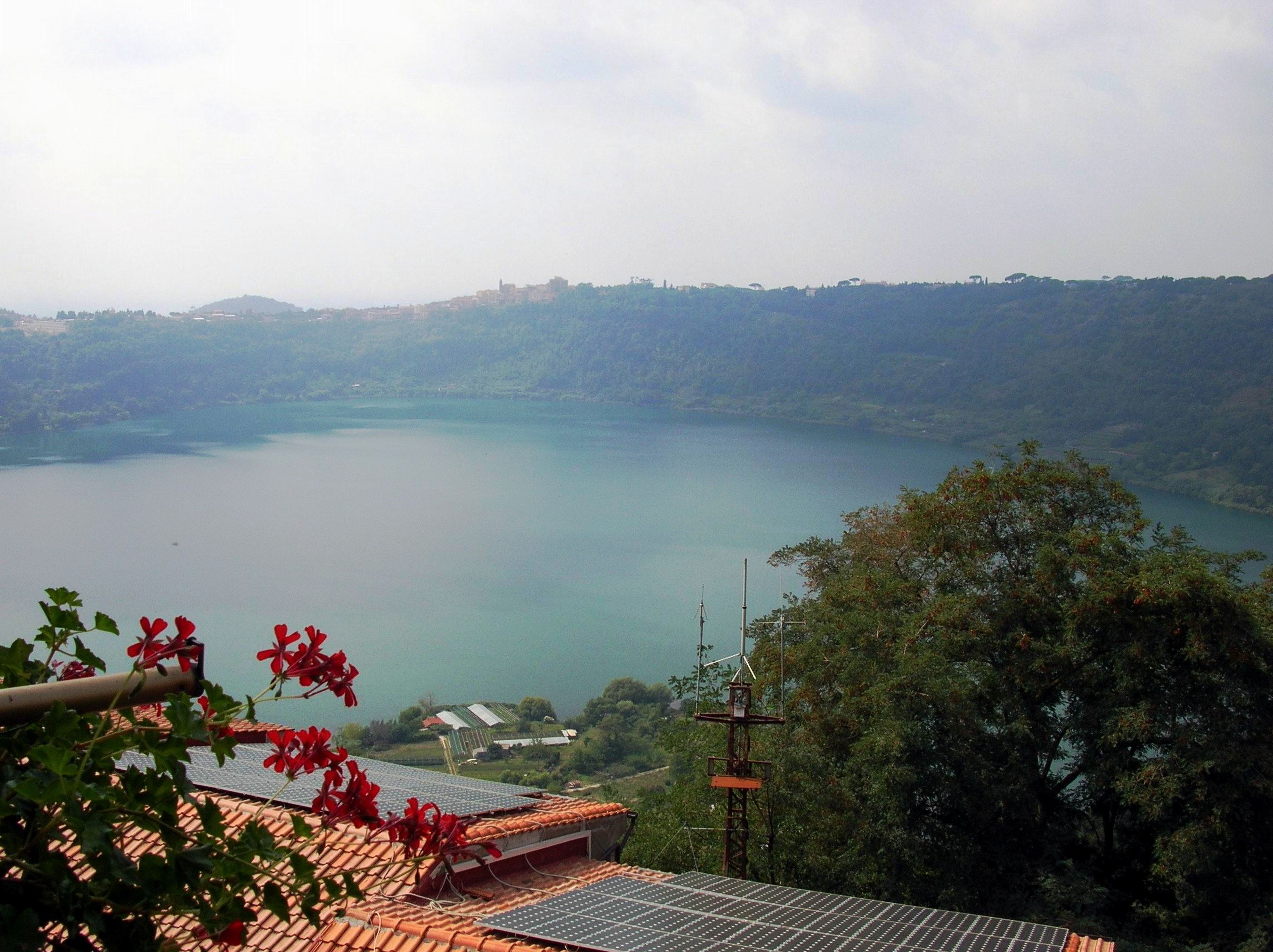
Genzano di Roma, il Lago di Nemi e, sullo sfondo, Monte Due Torri in una veduta dal centro storico di Nemi.

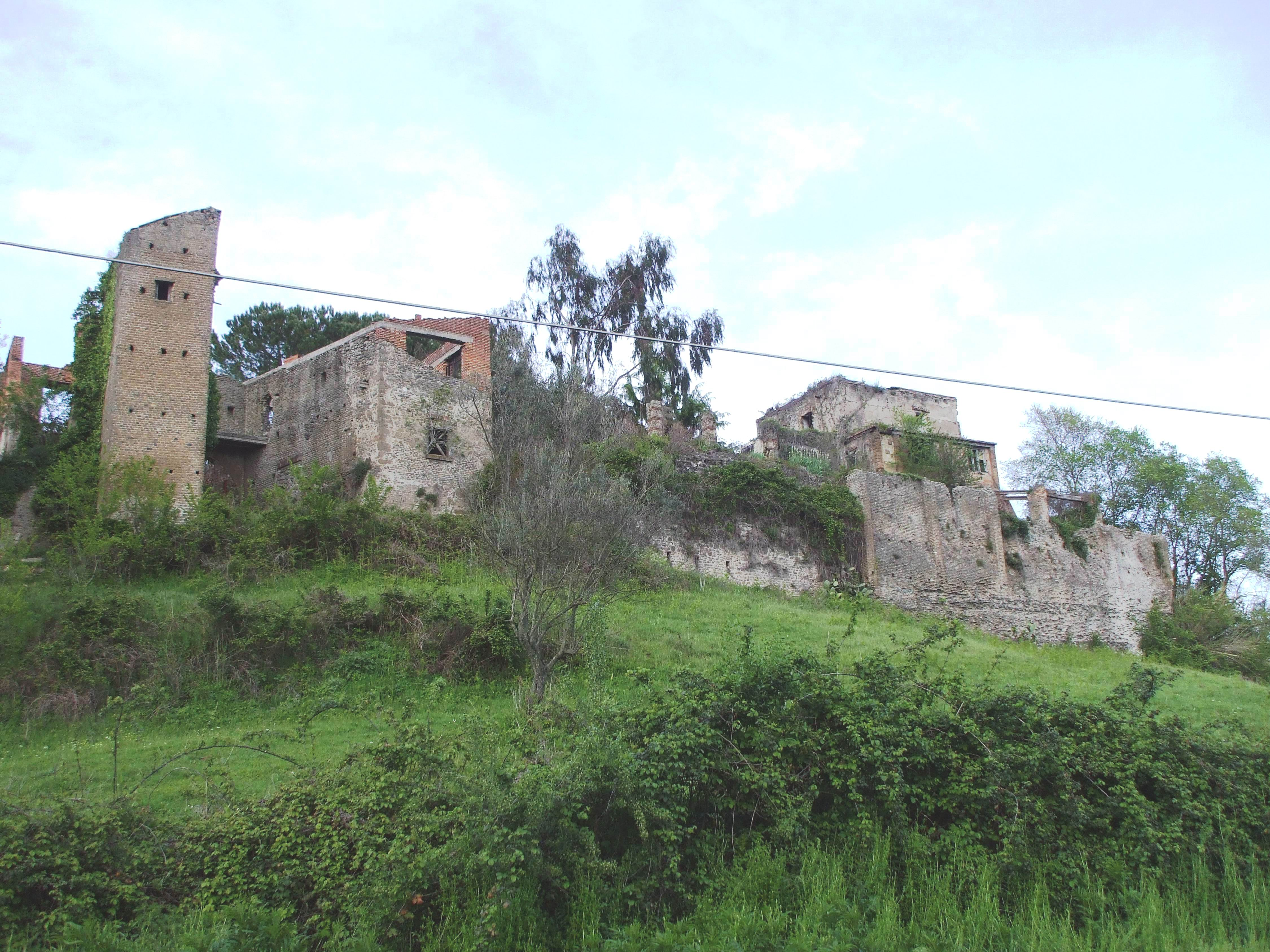
I ruderi di Castel San Gennaro, ai confini comunali tra Genzano e Velletri.

In epoca imprecisata, si suppone che il fondo di Genzano entrasse in possesso della famiglia nobiliare di origine genovese dei Gandolfi, che edificarono sulla sommità del monte Genzano una torre a dominio della zona. I Gandolfi avevano esteso il loro dominio su diversi fondi dei Castelli Romani, da Castel Gandolfo che ancora porta il loro nome fino ad Ariccia e a Tor Paluzzi. Questa famiglia però, schieratasi evidentemente contro papa Alessandro III (1159 - 1181) durante la lotta di questi contro l'imperatore Federico Barbarossa, venne spogliata di tutti i propri beni. Il fondo costae montis, qui dicitur Genzano venne così concesso dal Papa all'Abbazia di Sant'Anastasio alle Tre Fontane.
La prima conferma di tutto questo è data da una bolla di papa Lucio III del 2 aprile 1183, che conferma quanto sancito dal suo predecessore riguardo al fondo di Genzano e alla distruzione della torre edificata sul monte dai Gandolfi. Nel 1218 Pietro, Nicola e Cencio Gandolfi firmarono un istrumento notarile assicurando a papa Onorio III che avrebbero rinunciato ad ogni pretesa nei confronti della Camera Apostolica sui feudi espropriati alla loro famiglia, tra cui Genzano, in cambio di duecento provisini romani.
Il fondo di Genzano rimase tranquillamente in possesso dei monaci dell'Abbazia delle Tre Fontane per circa due secoli, assieme al vicino castello di Nemi: i monaci deputarono le sponde del Lago di Nemi a loro residenza estiva, per sfuggire al clima malsano dell'Agro Romano.
Durante lo Scisma d'Occidente, il 2 dicembre 1378 l'antipapa Clemente VII, che era stato incoronato a Fondi il 20 settembre di quello stesso anno in opposizione a papa Urbano VI, donò a Giordano Orsini signore di Marino il possesso feudale del castello di Genzano, assieme ai feudi di Nemi, Ardea e diversi altri possedimenti. Questa donazione, ritenuta ovviamente nulla dagli oppositori dell'antipapa, si spiega con la fedeltà che Giordano Orsini dimostrò costantemente all'antipapa avignonese, tanto che il 30 aprile 1379 lo scontro decisivo nella lotta tra i due pontefici si consumò proprio ai piedi del suo castello di Marino. Proprio a seguito della battaglia di Marino, che vide la sconfitta dei miliziani francesi al soldo di Clemente VII, l'antipapa decise di fuggire dall'Italia verso Avignone, e Giordano Orsini riparò a Torre Astura presso il nipote Onorato Caetani, anch'egli di fede antipapalina. La donazione del castello di Genzano rimase dunque lettera morta, poiché i monaci delle Tre Fontane ne mantennero saldamente il possesso.
Tuttavia, il vento di anarchia suscitato nello Stato della Chiesa dallo Scisma portò Nicola Colonna ad usurpare manu militari il castello di Genzano ai monaci nel 1393. L'occupazione illegittima dei Colonna andò avanti fino al 1399, anno in cui Nicola fu costretto a fuggire da Roma perché ricercato come cospiratore di una congiura contro papa Bonifacio IX: perciò il dominio del castello di Genzano venne concesso a Buccio Savelli.
Il dominio del Savelli era così esoso per i genzanesi, che la popolazione chiese al Papa di poter tornare sotto la giurisdizione dei monaci dell'Abbazia delle Tre Fontane. Così il 15 novembre 1399 papa Bonifacio IX incamerò il castello di Genzano fra i beni della Camera Apostolica, concedendolo alla benigna gestione dei monaci cistercensi delle Tre Fontane e al governatorato di Pietro e Marino Passerelli, nobili di origine napoletana già castellani di Marino. Genzano fu inoltre unito in castellania a Marino, e non più a Lariano come era stato in precedenza. Il 17 ottobre 1404 i due castellani fratelli Passerelli si ribellarono al poetere ecclesiastico approfittando della morte di Bonifacio IX e del periodo di sede vacante: non risulta che il castello di Genzano sia stato coinvolto nelle vicende militari che ne seguirono; fattostà che alla fine i due fratelli ribelli furono sconfitti e arrestati il 19 febbraio 1405, e la carica di castellano fu concessa dal nuovo Papa Innocenzo IV a Giacomo Tedallini, figlio del diarista Branca Tedallini, già castellano di Ardea.
Genzano rimase sottoposto al dominio della Camera Apostolica fino al 1410, anno in cui l'antipapa Giovanni XXIII, fresco di nomina, per accattivarsi i favori dei Colonna concesse il castello di Genzano in affitto per tre anni a Nicola e Giordano Colonna, in cambio dell'irrisorio canone di un fiorino d'oro da consegnare nel periodo natalizio ai monaci dell'Abbazia delle Tre Fontane. Allo scadere del contratto d'affitto, nel 1413, il castello però non tornò ai monaci, ma venne usurpato da Antonello Savelli, il quale approfittò della grande confusione creata negli affari dello Stato della Chiesa dalla coesistenza di tre pontefici.
Il Concilio di Costanza pose termine allo Scisma d'Occidente deponendo i tre papi in lotta tra loro e nominando al loro posto, l'11 novembre 1417, papa Martino V, al secolo Oddone Colonna. Il neoeletto Papa accolse la petizione dell'abate cistercense dell'Abbazia delle Tre Fontane che rivendicava i diritti della sua abbazia su Genzano, ancora usurpata da Antonello Savelli, e sulla vicina Nemi, usurpata da Giovanni Annibaldi: pertanto diede ordine di restituire ai monaci i loro feudi.
Tuttavia la debolezza dei monaci rispetto alla crescente irruenza delle famiglie baronali romane portò l'abate delle Tre Fontane a decidere, nel 1423, di affittare per tre anni i feudi di Genzano e Nemi al fratello di papa Martino V, Giordano Colonna. Il Colonna, da parte sua, si incaricò di difendere i castelli da ogni pericolo e di corrispondere ai monaci tutti i prodotti agricoli provenienti dai due feudi.
Allo scadere dei tre anni di contratto d'affitto, i Colonna si dimostrarono interessati a comprare i due castelli, e i monaci acconsentirono alla vendita. L'istrumento notarile di vendita venne rogato il 28 ottobre 1428, e i tre castelli di Genzano, Nemi e Montagnano furono venduti ad Antonio, Prospero ed Odoardo Colonna per la somma di 15.000 fiorini. Iniziava così il dominio colonnese sul castello e sul territorio di Genzano.

### La dominazione dei Colonna (1428 - 1564)

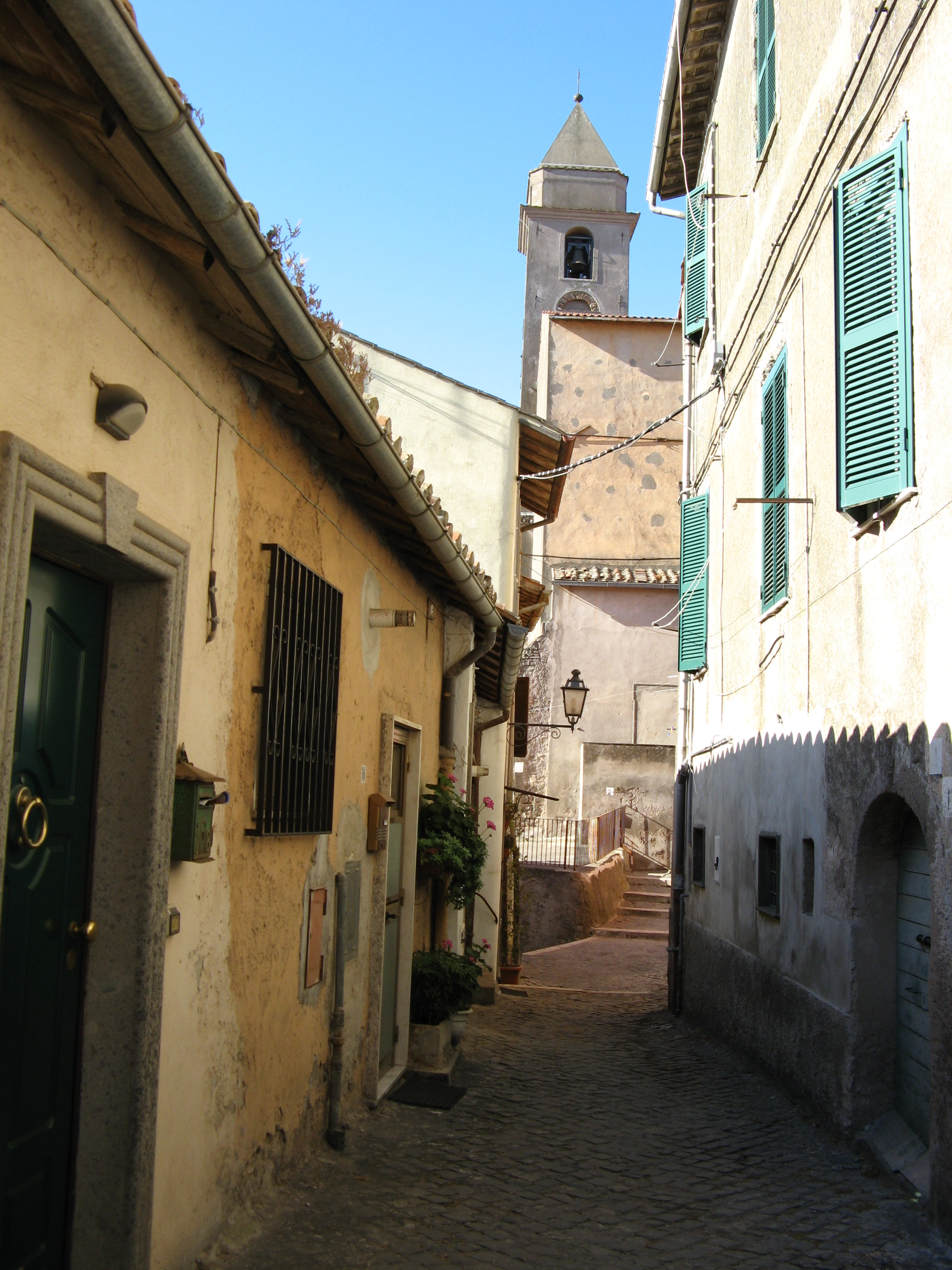
Un pittoresco scorcio di Genzano Vecchia, con sullo sfondo il campanile della Chiesa di Santa Maria della Cima.

Dopo la morte di papa Martino V, avvenuta a Roma il 20 febbraio 1431, il conclave elesse al soglio pontificio il veneziano papa Eugenio IV. Questi si schierò subito apertamente contro i Colonna, i quali erano stati per ovvi motivi molto favoriti dal suo predecessore, che aveva permesso loro di accumulare ricchezze e feudi che facevano gola a molti. Pertanto la lotta senza esclusione di colpi tra Eugenio IV ed i Colonna iniziò già l'11 aprile 1431, con l'arresto di alcuni servitori di Casa Colonna e una seguente scomunica con sequestro dei beni datata 18 maggio dello stesso anno. Tuttavia questa volta la controversia rientrò e le parti si pacificarono. Il 9 ottobre 1433 il Papa scomunicò nuovamente i Colonna, che si erano opposti al pagamento di un esoso tributo minacciando di ricorrere al Concilio di Basilea, allora in corso e non in buoni rapporti con papa Eugenio IV. Il 15 ottobre di quello stesso anno un esercito pontificio marciò contro i feudi colonnesi, senza esito. La guerra procedette fra alterne vicende, dopo la rocambolesca fuga di papa Eugenio IV a Firenze e la discesa nel Lazio del cardinale Giovanni Maria Vitelleschi a capo dell'armata pontificia nel marzo 1436: tuttavia Genzano non fu sconvolta dalle vicende belliche, a differenza di molti dei Castelli Romani adiacenti.
L'ultima battuta della pluriennale guerra fu la conquista della roccaforte colonnese di Palestrina da parte del cardinal Vitelleschi il 18 agosto 1436, a cui seguì la selvaggia distruzione della città e la fuga dei Colonna nel Regno di Napoli. I beni appartenuti ai Colonna furono acquisiti dalla Camera Apostolica, e tale situazione permase fino alla morte di papa Eugenio IV e l'elezione di papa Niccolò V il 6 marzo 1447: solo allora i feudi colonnesi, tra cui Genzano, poterono tornare in possesso dei loro antichi proprietari.
Papa Pio II, durante il suo viaggio per le località dei Castelli Romani nel maggio 1463, transitò anche attraverso Genzano, a cui dedicò un vivo passo dei suoi Commentarii:
(Papa Pio II, Commentarii, libro II p. 565, Roma 1583.)
Nel 1479 Giovanni Colonna vendette il feudo di Genzano unitamente al feudo di Nemi al cardinale Guillaume d'Estouteville per la somma di 13.300 ducati con diritto di retrovendita. Il 10 agosto 1481 il cardinal d'Estouteville donò i due castelli in questione ai propri figli naturali Girolamo e Agostino, che erano stati fatti adottare allo zio Roberto. Nel 1483 il cardinale francese morì, ma solo con il pretesto della guerra tra papa Sisto IV e Ferrante d'Aragona del 1485 i Colonna riuscirono a rientrare in possesso manu militari di Genzano, Nemi, Frascati e di altri castelli che avevano venduto al defunto cardinale con diritto di retrovendita calpestato dagli eredi del prelato. Tuttavia il 14 luglio 1485 per venire ad una pacificazione tra i Colonna ed i loro acerrimi rivali, gli Orsini, papa Sisto IV decise di incamerare alla Camera Apostolica alcuni feudi motivo di contendere, fra cui Genzano, per un anno: in seguito la proprietà di Genzano tornò ai Colonna.
Papa Alessandro VI, al secolo Rodrigo Borgia, presumibilmente nel 1498 investì del possesso feudale del castello e del territorio di Genzano la propria figlia naturale Lucrezia Borgia. Con una bolla del 1º ottobre 1501 il Papa Borgia concesse al proprio nipotino Rodrigo il feudo di Genzano, assieme a numerosi altri feudi della provincia di Campagna e Marittima che erano stati espropriati ai Colonna, ai Savelli e agli Estouteville. Il dominio incontrastato dei Borgia su Roma terminò però nel 1503, con la morte di papa Alessandro VI: allora tutti i feudi tornarono ai loro padroni precedenti, e Genzano tornò ai Colonna.
La signoria colonnese su Genzano durò incontrastata fino al 26 settembre 1563, quando Marcantonio II Colonna vendette il castello e il suo territorio a Fabrizio Massimi in cambio di 15.200 scudi. La signoria dei Massimi non durò altrettanto a lungo come quella dei Colonna: infatti già il 2 ottobre 1564 Fabrizio Massimi rivendette il castello al marchese di Civitanova Marche Giuliano Cesarini, per la stessa somma di 15.200 scudi. Iniziava così la lunghissima e proficua dominazione dei Cesarini, e poi degli Sforza-Cesarini, sul feudo di Genzano.

## Età moderna
(Nicola Ratti, Storia di Genzano, con note e documenti, cap. IV p. 38, Roma 1797.)

### Il periodo cesariniano (1564 - 1662)
Subito il nuovo feudatario, Giuliano Cesarini, si dedicò alla cura del suo nuovo feudo: il 19 agosto 1565 vennero redatti i nuovi Statuti del feudo di Genzano, approvati in quella data dal marchese Giuliano.
Alla morte di Giuliano Cesarini, gli successe nella gestione del feudo Giovan Giorgio Cesarini, sotto il governo del quale iniziarono i lavori per l'ampliamento della residenza baronale, l'attuale Palazzo Sforza-Cesarini, e la realizzazione dell'attiguo parco.
Al duca Giuliano II Cesarini, figlio di Giovan Giorgio e di Clelia Farnese, si deve la realizzazione delle Olmate di Genzano, ovvero i sei stradoni che congiungono altrettanti luoghi di notevole importanza religiosa e civile. Le Olmate, che in origine erano tutte affiancate da una quadruplice fila di olmi, furono iniziate attorno a 1643 e la loro realizzazione e sistemazione fu portata avanti per secoli da feudatari e sindaci.
Nell'anno 1637 si installò a Genzano una comunità di Padri Cappuccini, provenienti dalla Chiesa di Santa Maria di Versacarro di Nemi, abbandonata dai religiosi per la difficoltà di captarvi acqua corrente e per la scomoda posizione. Grazie all'interessamento del duca Giuliano Cesarini, venne costruita la Chiesa di San Francesco d'Assisi con l'attiguo convento, inaugurato nel 1643.